# بتندورف (آلمان)
بتندورف (به آلمانی: Bettendorf) یک شهر در آلمان است که در Verbandsgemeinde Nastätten واقع شده‌است.